# Tonya Harding
Tonya Maxine Harding (Portland, 12 november 1970) is een Amerikaanse voormalige kunstschaatsster. Harding werd twee keer Amerikaans kampioene kunstrijden en werd tweede bij de Wereldkampioenschappen in 1991. Zij was de eerste Amerikaanse vrouw die een drievoudige axel-sprong uitvoerde tijdens een wedstrijd.

## Biografie
Harding werd geboren in Portland, Oregon in een arm arbeidersgezin. Op haar derde staat ze voor de eerste keer op de schaatsbaan in het winkelcentrum in de buurt en is een natuurtalent. De schaatspakjes maken ze zelf en op de dag van de schoolfoto’s verschijnt Tonya ook in deze kleren. Zo heeft ze gratis foto’s om te verspreiden tijdens de wedstrijden.

### Carrière
Harding werd berucht door haar vermeende aandeel in het complot om tegenstandster Nancy Kerrigan te verwonden tijdens een oefensessie tijdens de Amerikaanse kampioenschappen van 1994.
Op 6 januari 1994 had Jeff Gillooly, de ex-man van Harding, Shane Stant ingehuurd om Kerrigan op haar knie te slaan. De blessure zorgde ervoor dat Kerrigan zich moest terugtrekken van de wedstrijd. Harding werd Amerikaans kampioen. Nadat Harding had toegegeven dat ze geholpen had om de aanslag te verbergen, werd geprobeerd haar uit het Amerikaanse Olympische team te zetten voor de Spelen van Lillehammer. Harding dreigde echter met gerechtelijke stappen en ze mocht toch deelnemen aan de Spelen. Ze werd achtste terwijl Kerrigan met het zilver naar huis ging.
Harding erkende uiteindelijk dat ze had geholpen de aanslag te verbergen, maar bleef volhouden dat ze niet voortijdig op de hoogte was. Ze werd veroordeeld tot drie jaar voorwaardelijk, 500 uur dienstverlening en een boete van 160.000 dollar. Haar man en Stant bleven volhouden dat Harding wel op de hoogte was van de op handen zijnde aanslag. De Amerikaanse kunstschaatsbond besloot na onderzoek Harding de Amerikaanse titel van 1994 af te nemen en haar verdere deelnamen aan officiële wedstrijden te verbieden. Ook voor commerciële evenementen werd ze niet meer uitgenodigd.

### Na haar schaatscarrière
In 2002 begon Harding aan een bokscarrière door in een televisieprogramma tegen Paula Jones te vechten en te winnen.
De Australische actrice Margot Robbie portretteert Harding in de biografische film I, Tonya. De film werd uitgebracht op 8 december 2017 in de Verenigde Staten. Robbie werd genomineerd voor de Oscar voor beste actrice. Allison Janney, die de rol van Tonya's moeder LaVona Golden vertolkte, kreeg de Oscar voor beste vrouwelijke bijrol.
Sufjan Stevens bracht in 2017 een muzieksingle uit getiteld Tonya Harding.
In 2018 nam Harding deel aan Dancing with the Stars (seizoen 26 van de US versie), waar ze als derde eindigde met professioneel danspartner Sasha Farber.

## Persoonlijk
Harding is driemaal getrouwd; tussen 1990 en 1993 met Gillooly, een jaar in 1995 met Michael Smith en sinds 2010 met Joseph Jens Price. Met hem heeft ze een zoon, Gordon Price.

## Belangrijke resultaten
| Resultaten              | 1986 | 1987 | 1988 | 1989  | 1990 | 1991   | 1992  | 1993 | 1994         |
| ----------------------- | ---- | ---- | ---- | ----- | ---- | ------ | ----- | ---- | ------------ |
| Olympische Spelen       |      |      |      |       |      |        | 4e    |      | 8e           |
| Wereldkampioenschap     |      |      |      |       |      | Zilver | 6e    |      |              |
| Nationaal Kampioenschap | 6e   | 5e   | 5e   | Brons | 7e   | Goud   | Brons | 4e   | 1 [ noot 1 ] |

* Titel later ontnomen.